# Never have I ever
Never have I ever (conosciuto in Italia anche come "Non ho mai...") è un gioco di bevute praticabile con un numero vario di giocatori, di cui esistono molte varianti.

## Gioco
Dopo che i giocatori si sono disposti in cerchio, il primo giocatore (il metodo di scelta di quest'ultimo varia ampiamente: una regola comune a molte varianti prevede che i giocatori bevano contemporaneamente un bicchiere di birra e l'ultimo a finirlo sia il primo giocatore o il primo ad aver terminato decide chi sia il primo giocatore) deve enunciare un'affermazione che cominci con "Non ho mai".
Tutti i giocatori che hanno fatto ciò che il giocatore enuncia con la frase "non ha mai fatto" devono bere, e se nessuno beve il giocatore che ha enunciato la frase deve bere lui stesso. Una regola comune afferma che, nel caso in cui una sola persona beva in seguito alla frase enunciata, tale persona deve spiegare dettagliamente il motivo per cui beve.
Il gioco prosegue con il giocatore successivo, che enuncia a sua volta una frase con lo stesso incipit, e così via finché il turno non torna al primo giocatore. A questo punto si può decidere se continuare per un altro giro o terminare il gioco. In questo gioco non esiste un vincitore: lo scopo è più che altro rivelare fatti interessanti e privati sui giocatori e creare un clima di amicizia e divertimento. Spesso i giocatori ammettono di aver fatto cose che precedentemente negavano. Inoltre, come nel gioco Obbligo o verità, i contenuti delle frasi enunciate sono spesso legati a temi sessuali.
Il gioco è stato reso famoso anche da molte serie e film come Non ho mai,  One Tree Hill, Lost, The L Word, I Griffin, Skins, Frasier, Veronica Mars, 90210, Gossip Girl, E.R. - Medici in prima linea, How I Met Your Mother, Il Trono di Spade, The Lying Game, The Walking Dead, Diario di una nerd superstar, The Vampire Diaries, Unfriended, The Big Bang Theory, Riverdale e molti altri. Dal gioco prende il titolo anche il secondo volume della saga The Lying Game di Sara Shepard, nonché l'ottavo episodio della prima stagione dell'omonima serie televisiva e la fiction americana Non ho mai...